# Mjerenje
Mjerenje je postupak određivanja vrijednosti neke mjerne veličine. Izravnim mjerenjem uspoređuje se mjerena veličina s istovrsnom usporedbenom veličinom, takozvanom mjernom jedinicom. Tako se duljina l mjeri uspoređivanjem s duljinom l0 mjernoga štapa. Posredno (neizravno) mjerenje obavlja se izravnim mjerenjem onih veličina od kojih je sastavljena mjerena veličina, temeljem nekoga znanstvenog načela, te izračunom njezine vrijednosti. Tako se površina ili ploština pravokutnika mjeri posredno, mjerenjem duljina stranica a i b, te se na temelju geometrijske zakonitosti izračunava njihovim množenjem: 
{\displaystyle P=a\cdot b}
Rezultat je mjerenja vrijednost mjerne veličine, izražena brojčanom vrijednošću i pripadnom mjernom jedinicom. Na primjer, ako je mjerena duljina l sadržavala 3 duljine mjernoga štapa, a njegova je duljina l0 = 1 m, vrijednost je mjerene duljine:
{\displaystyle l=3\cdot l_{0}=3\,{\mbox{m}}}
Mjerenje fizikalnih veličina kao što su duljina ili masa svodi se na uspoređivanje s pramjerama (etalonima) duljine odnosno mase (metar odnosno kilogram). Mjerenje izvodimo mjernim instrumentom. Mjerenjem dobivamo mjerni rezultat, brojčana vrijednost koja opisuje koliko je puta neka mjerna veličina veća ili manja od mjerne jedinice. Pri tome se vrijednost određuje u međunarodnom sustavu mjernih jedinica (SI sustavu). Taj izraz se posebno koristi u fizici i inženjerstvu. Cilj mjerenja je dobivanje pouzdanog iskaza o nepoznatim podatcima predmeta. Mjerenja su uglavnom praktične (eksperimentalne) prirode, a mogu uključiti i teorijska razmatranja i proračune.

## Načini mjerenja
Mjerne metode ili načini mjerenja mogu biti neposredni (izravni) i posredni (neizravni).
- U neposrednom mjerenju mjerni rezultat se dobiva uspoređivanjem mjernog predmeta s poznatom mjernom veličinom uz pomoć mjernog instrumenta. Mjerni rezultat se samo očita s mjernog instrumenta.

- U posrednom mjerenju mjerni se rezultat dobiva izračunom dviju ili više izmjerenih veličina.

### Pogreške mjerenja
Pogreška mjerenja je odstupanje mjernog rezultata u odnosu na pretpostavljene nikad promijenjive vrijednosti mjerne jedinice, odnosno mjere. U mjerenju pogreška gotovo uvijek postoji, a 100% preciznost je gotovo nemoguća. Pogreške koje se javljaju pri mjerenju mogu se odrediti kao:
- grube pogreške (nepažnja ispitivanja, manjkavo znanje ispitivača, neprimijenjeno izabrana oprema ili njeno korištenje, površno opažanje ili računanje),
- sustavne pogreške (pogreške mjerne metode i opreme, pogreške zbog osobnih i vanjskih upliva)
- slučajne pogreške (promjene osobina opreme ili mjerenog predmeta, promjene uplivnih veličina, paralaksa)

### Tolerancija dužinskih mjera
Tolerancija dužinskih mjera nastaje sistematiziranim podacima o veličini dopuštenih odstupanja prilagođenih potrebama funkcionalnosti strojeva i mogućnostima ekonomične izrade i kontrole, sadržani su u standardiziranom sistemu mjernih tolerancija. U većini država, gdje spada i Republika Hrvatska, na snazi je ISO sistem tolerancija i dosjeda (ISO 286).
Nazivna mjera (Di, di) je određena zahtijevana mjera (cjelobrojna ili decimalna), na čijoj se osnovi određuju granične mjere, određene s gornjim i donjim odstupanjem. Gornja granična mjera (Dmax, dmax) je najveća dopuštena granica mjere, a donja granična mjera (Dmin, dmin) najmanja dopuštena granica, između kojih, uključno s njima samima, se mora nalaziti stvarna mjera (D, d) strojnog dijela. Dakle Dmin ≤ D ≤ Dmax, te dmin ≤ d ≤ dmax. Razlika
između gornjeg i donjeg graničnog odstupanja naziva se mjerna tolerancija (TD, Td), ili ukratko tolerancija, a jednaka je također razlici gornje i donje granične mjere.
Tolerancija je apsolutna vrijednost i zbog toga je bez predznaka. Gornje odstupanje je algebarska razlika između gornje granične mjere i pripadajuće nazivne mjere i označava se slovima ES za vanjske mjere i es za unutrašnje mjere. Donje odstupanje je algebarska razlika između donje granične mjere i pripadajuće nazivne mjere, a označuje se slovima EI za unutrašnje mjere i ei za vanjske mjere. Nul-linija je, pri grafičkom prikazivanju graničnih mjera i dosjeda crta, koja označava nazivnu mjeru, i od koje mjerimo odstupanje. Stvarno odstupanje je algebarska razlika između stvarne izmjerene mjere i nazivne mjere, i mora se nalaziti između gornjeg i donjeg odstupanja, uključujući i njih.

## Vanjske poveznice
- [neaktivna poveznica]